# パントレセレブル
パントレセレブル (Peintre Célèbre) は、アメリカ合衆国で生まれ、フランスで走った競走馬である。オリビエ・ペリエを背に、1997年のジョッケクルブ賞（フランスダービー）や凱旋門賞に優勝した。凱旋門賞を圧勝したことで、1990年代のヨーロッパ最強の一頭に現地では数えられている。馬名の意味は「有名画家」。

## 戦績
2戦1勝で2歳シーズンを終え、翌年グレフュール賞（1着）を叩いて挑んだジョッケクルブ賞ではオスカーに2馬身差をつける快勝。続くパリ大賞典も2馬身差で連勝した。その後は目標を凱旋門賞に定め休養に入り、秋初戦のニエル賞こそ不利があり2着に敗れるものの、本番の凱旋門賞では直線後続を突き放すとピルサドスキーに5馬身差を付け圧勝した。この着差は凱旋門賞においてリボー、シーバードの6馬身差に次いで大きなものであった。また、タイムも2分24秒6と従来の記録を一気に1秒7短縮するレースレコードを記録した。この年はカルティエ賞年度代表馬・最優秀3歳牡馬に選出され、レーティングもヨーロッパ・クラシフィケーションからインターナショナル・クラシフィケーション（現ワールド・サラブレッド・レースホース・ランキング）に移行した1995年以降最高の139ポンドに達した。翌年も現役を続行する予定だったが屈腱炎を発症し引退した。

### 戦績表
| 出走日     | 競馬場     | 競走名           | 格 | 距離    | 着順 | 騎手     | 着差      | 1着（2着）馬   |
| ---------- | ---------- | ---------------- | -- | ------- | ---- | -------- | --------- | -------------- |
| 1996.08.18 | ドーヴィル | ロシェノワール賞 |    | 芝1600m | 1着  | O.ペリエ | 2馬身     | (New Frontier) |
| 1996.09.08 | ロンシャン | シェーヌ賞       | G3 | 芝1600m | 3着  | O.ペリエ | 1 1/4馬身 | Nombre Premier |
| 1997.04.20 | ロンシャン | グレフュール賞   | G2 | 芝2100m | 1着  | O.ペリエ | 2馬身     | (Astarabad)    |
| 1997.06.01 | シャンティ | ジョッケクルブ賞 | G1 | 芝2400m | 1着  | O.ペリエ | 2馬身     | (Oscar)        |
| 1997.06.22 | ロンシャン | パリ大賞典       | G1 | 芝2000m | 1着  | O.ペリエ | 2馬身     | (Ithaki)       |
| 1997.09.14 | ロンシャン | ニエル賞         | G2 | 芝2400m | 2着  | O.ペリエ | クビ      | Rajpoute       |
| 1997.10.05 | ロンシャン | 凱旋門賞         | G1 | 芝2400m | 1着  | O.ペリエ | 5馬身     | (Pilsudski)    |

## 種牡馬として
競走馬引退後に種牡馬となり、日本でも2001年（産駒は2002年産）にリース種牡馬として供用された。代表産駒にレイルリンクが優勝した2006年の凱旋門賞で2着となった牝馬プライドがおり、ダイジンなどが後継種牡馬となっている。2014年に種牡馬を引退し、功労馬として繋養されたが2021年頃に死亡した。クールモアスタッドに石碑が建立されている。

### 主な産駒
- 2000年産
  - ダイジン（ドイチェスダービー、クレディスイスPBポカル）
  - プライド（チャンピオンステークス、サンクルー大賞、香港カップ、凱旋門賞2着）
  - ヴァレーアンシャンテ（香港ヴァーズ）
  - ミスターセレブリティ（ジョージメインステークス）
  - ミスターサンドグローパー（ウェストオーストラリアンダービー）
- 2001年産
  - キャッスルデール（サンタアニタダービー、シューメイカーブリーダーズカップマイルステークス）
  - パールオブラヴ（イタリアグランクリテリウム）
- 2004年産
  - ヘレンマスコット（香港クラシックマイル、香港ダービー）
- 2005年産
  - ベルエトセレブル（サンタラリ賞）
- 2006年産
  - バイワード（プリンスオブウェールズステークス）

### 日本調教馬
- シュフルール（春麗ジャンプステークス）
- サイキョウワールド（サンタクロースステークス）

### ブルードメアサイアーとしての代表産駒
- 2006年産
  - Red Cadeaux（香港ヴァーズ）
  - Gathering（レールウェイステークス）
- 2008年産
  - Cambina（アメリカンオークス）
- 2009年産
  - Nymphea（ベルリン大賞）
- 2010年産
  - Talent（イギリスオークス）
  - Protectionist（メルボルンカップ、ベルリン大賞）
- 2011年産
  - Vadamos（ムーラン・ド・ロンシャン賞）
- 2012年産
  - Nightflower（オイロパ賞2回）
  - Nutan（ドイチェスダービー）
- 2013年産
  - Pakistan Star（クイーンエリザベス2世カップ、香港チャンピオンズ&チャターカップ）
  - Hit Emerit（亜・セレクシオン大賞）
- 2017年産
  - Huetor（ドゥームベンカップ2回）
- 2018年産
  - India（オイロパ賞）
- 2021年産
  - Economics（アイリッシュチャンピオンステークス）

## 特徴
- 主戦騎手のペリエはパントレセレブルについて、「上の指示に従ってれば、そのスピードをフルに発揮できることを理解してる賢い馬で、彼に跨ってるときは最高級のワインを飲んでるような気分だった。」と評している。

## 血統表
| パントレセレブル (Peintre Celebre)の血統ヌレイエフ系 / Native Dancer 4×4=12.50%、Hyperion5×5=6.26%、Nasrullah5×5=6.25% | パントレセレブル (Peintre Celebre)の血統ヌレイエフ系 / Native Dancer 4×4=12.50%、Hyperion5×5=6.26%、Nasrullah5×5=6.25% | パントレセレブル (Peintre Celebre)の血統ヌレイエフ系 / Native Dancer 4×4=12.50%、Hyperion5×5=6.26%、Nasrullah5×5=6.25% | （血統表の出典）       | （血統表の出典） |
| 父 Nureyev 1977 アメリカ 鹿毛                                                                                          | 父の父Northern Dancer 1961 カナダ 鹿毛                                                                                 | Nearctic 1954 | Nearco                 | Nearco           |
| 父 Nureyev 1977 アメリカ 鹿毛                                                                                          | 父の父Northern Dancer 1961 カナダ 鹿毛                                                                                 | Nearctic 1954 | Lady Angela            |                  |
| 父 Nureyev 1977 アメリカ 鹿毛                                                                                          | 父の父Northern Dancer 1961 カナダ 鹿毛                                                                                 | Natalma 1957 | Native Dancer          | Native Dancer    |
| 父 Nureyev 1977 アメリカ 鹿毛                                                                                          | 父の父Northern Dancer 1961 カナダ 鹿毛                                                                                 | Natalma 1957 | Almahmoud              |                  |
| 父 Nureyev 1977 アメリカ 鹿毛                                                                                          | 父の母Special 1969 アメリカ 鹿毛                                                                                       | Forli 1963 | Aristphanes            | Aristphanes      |
| 父 Nureyev 1977 アメリカ 鹿毛                                                                                          | 父の母Special 1969 アメリカ 鹿毛                                                                                       | Forli 1963 | Trevisa                |                  |
| 父 Nureyev 1977 アメリカ 鹿毛                                                                                          | 父の母Special 1969 アメリカ 鹿毛                                                                                       | Thong 1964 | Nantallah              | Nantallah        |
| 父 Nureyev 1977 アメリカ 鹿毛                                                                                          | 父の母Special 1969 アメリカ 鹿毛                                                                                       | Thong 1964 | Rough shod             |                  |
| 母 Peinture Bleue 1987 アメリカ 栗毛                                                                                   | 母の父Alydar 1975 アメリカ 栗毛                                                                                        | Raise a Native 1961 | Native Dancer          | Native Dancer    |
| 母 Peinture Bleue 1987 アメリカ 栗毛                                                                                   | 母の父Alydar 1975 アメリカ 栗毛                                                                                        | Raise a Native 1961 | Raise You              |                  |
| 母 Peinture Bleue 1987 アメリカ 栗毛                                                                                   | 母の父Alydar 1975 アメリカ 栗毛                                                                                        | Sweet Tooth 1965 | On-and-on              | On-and-on        |
| 母 Peinture Bleue 1987 アメリカ 栗毛                                                                                   | 母の父Alydar 1975 アメリカ 栗毛                                                                                        | Sweet Tooth 1965 | Plum cake              |                  |
| 母 Peinture Bleue 1987 アメリカ 栗毛                                                                                   | 母の母Petoroleuse 1978 アイルランド 鹿毛                                                                               | Habitat 1966 | Sir Gaylord            | Sir Gaylord      |
| 母 Peinture Bleue 1987 アメリカ 栗毛                                                                                   | 母の母Petoroleuse 1978 アイルランド 鹿毛                                                                               | Habitat 1966 | Little Hut             |                  |
| 母 Peinture Bleue 1987 アメリカ 栗毛                                                                                   | 母の母Petoroleuse 1978 アイルランド 鹿毛                                                                               | Plencia 1968 | Le Haar                | Le Haar          |
| 母 Peinture Bleue 1987 アメリカ 栗毛                                                                                   | 母の母Petoroleuse 1978 アイルランド 鹿毛                                                                               | Plencia 1968 | Petite Saguenay F-No.9 |                  |